# Бряг Луитполд
Бряг Луитполд (на немски: Prinzregent-Luitpold-Land; на английски: Luitpold Coast) е част от крайбрежието на Източна Антарктида, в средната част на Земя Котс, простиращ се между 76°30’ и 78° ю.ш. и 28° и 36° з.д. Брегът е разположен в средната част на Земя Котс, покрай югоизточните брегове на море Уедъл, част от атлантическия сектор на Южния океан. На североизток граничи с Брега Керд на Земя Котс, а на юг – с останалата част на Земя Котс. Крайбрежието му е заето от шелфови ледници, северно продължение на огромния шелфов ледник Филхнер, в който се вклиняват заливите Ваксел, Фазел, Дюк Ернст и др. Континенталната част е бронирана с дебел леден щит, над който стърчат отделни скалисти масиви и нунатаки (Молтке, Лутълууд и др.), от които към шелфовите ледници се спускат големи континентални ледници – Лерхенфелд, Швейцер, Уелдън, Хейс и др.
Брега Луитполд е открит на 30 януари 1912 г., а впоследствие изследван и топографски заснет от германската антарктическа експедиция (1911 – 13), възглавявана от Вилхелм Филхнер, който наименува новооткрития Бряг Луитполд в чест на тогавашния принц-регент на Бавария Луитполд Баварски (1886 – 1912 г.).